# Coupe du monde de biathlon 1988-1989
Navigation
Édition précédente Édition suivante
La 12e édition de la Coupe du monde de biathlon commence à Albertville et se conclut à Steinkjer. Le Norvégien Eirik Kvalfoss remporte le classement général devant Aleksandr Popov, alors que la Soviétique Elena Golovina remporte le globe de cristal devant sa compatriote Natalia Prikostshikova.

## Classements généraux
| Rang | Nom               | Points | Victoire(s) |
| ---- | ----------------- | ------ | ----------- |
| 1    | Eirik Kvalfoss    | 195    | 1           |
| 2    | Aleksandr Popov   | 184    | 1           |
| 3    | Sergei Tchepikov  | 164    | 1           |
| 4    | Birk Anders       | 157    | 1           |
| 5    | Valeri Medvedtsev | 149    |             |

| Rang | Nom                    | Points | Victoire(s) |
| ---- | ---------------------- | ------ | ----------- |
| 1    | Elena Golovina         | 210    | 3           |
| 2    | Natalia Prikostshikova | 187    | 1           |
| 3    | Svetlana Davidova      | 185    | 1           |
| 4    | Zvetana Krasteva       | 176    |             |
| 5    | Anne Elvebakk          | 165    | 1           |